# アナエロミュクソバクテル・デハロゲナンス
アナエロミュクソバクテル・デハロゲナンス（Anaeromyxobacter dehalogenans）は、粘液細菌の一種である。粘液細菌であるが、子実体形成能力や溶菌性を持たず、通性嫌気性であり、ハロゲン化合物を還元するなど、典型的な粘液細菌とは異なる特異な性質を持つ。ウランやテクネチウムなども還元・不溶化することから、汚染された土壌の浄化について検討されたことがある。
学名は、幾つかのギリシャ語とラテン語の合成語で、ラテン語としては「脱ハロゲンする、嫌気性粘液細菌」などといったほどの意味になる。
ミシガン州ランシング近郊の河川堆積物より単離、2002年に記載された。0.25μm×4-8μmほどの桿菌で、赤色に着色するコロニーとして観察され、滑走による運動能がある。粘液細菌の系統に入り、粘液胞子形成能力を持つが、典型的な粘液細菌と異なり、溶菌性や子実体形成能力は持たない。また、既知の粘液細菌はその全てが偏性好気性であったが、本菌は通性嫌気性であり、酸素の外に、硝酸塩、フマル酸塩、2-クロロフェノール、2-ブロモフェノールなどを最終電子受容体として利用可能である。このほか、鉄・マンガン・ウラン化合物の還元が可能であり、ウランの不溶化を行う。また、間接的に人工元素であるテクネチウム化合物の還元も行った。
電子供与体としては酢酸、水素、コハク酸、ピルビン酸、ギ酸、乳酸などを利用する。
ゲノムサイズは501万3479塩基対で、細菌の中では大型の方だが粘液細菌としては小型である。全細菌中で最高のGC含量を持つことでも知られており、そのGC含量は74.9%と極度に高い。